# Fluxo (psicologia)

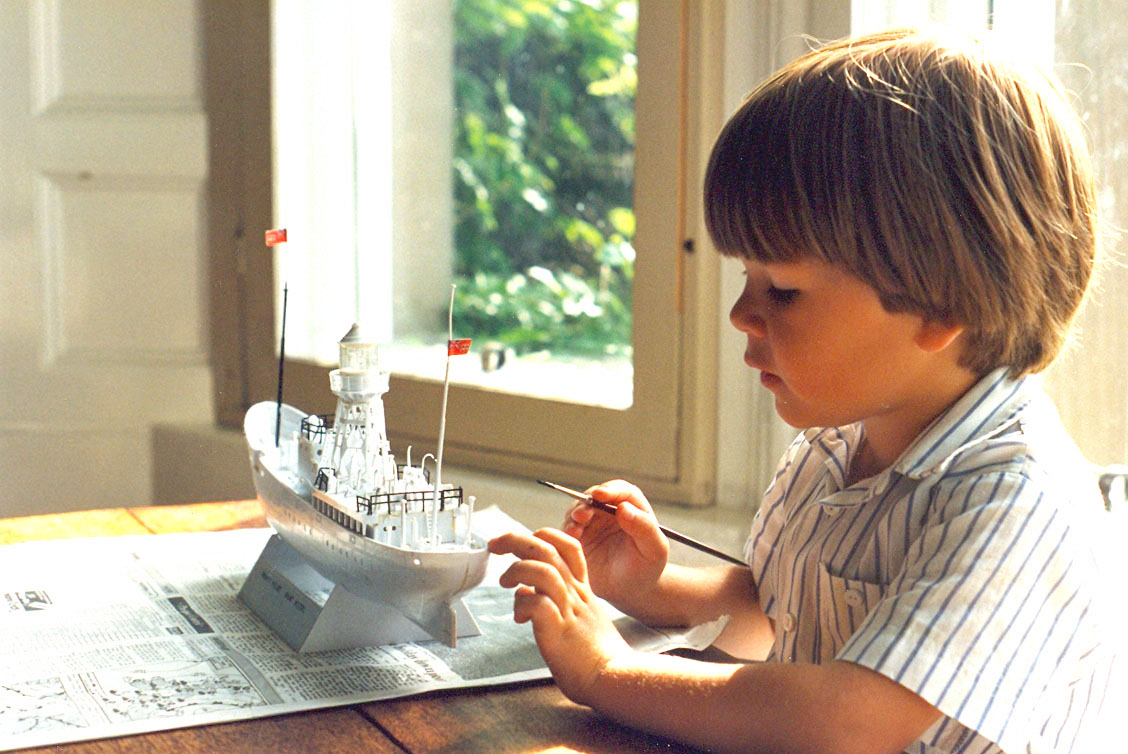
Concentrar-se em uma tarefa é um aspecto do fluxo.

Fluxo (do inglês: flow) é um estado mental de operação em que a pessoa está totalmente imersa no que está fazendo, caracterizado por um sentimento de total envolvimento e sucesso no processo da atividade. Proposto pelo psicólogo Mihaly Csikszentmihalyi, o conceito tem sido utilizado numa grande variedade de campos.

## Componentes do fluxo
De acordo com Csikszentmihalyi, os componentes de uma experiência de fluxo podem ser especificamente enumerados. Apesar de todos os componentes abaixo caracterizarem o estado de fluxo, não é necessária a presença de todas estas sensações para experienciar o estado de fluxo:
1. Objetivos claros (expectativas e regras são discerníveis).
2. Concentração e foco (um alto grau de concentração em um limitado campo de atenção).
3. Perda do sentimento de auto-consciência.
4. Sensação de tempo distorcida.
5. Feedback direto e imediato (acertos e falhas no decurso da atividade são aparentes, podendo ser corrigidos se preciso).
6. Equilíbrio entre o nível de habilidade e de desafio (a atividade nunca é demasiadamente simples ou complicada).
7. A sensação de controle pessoal sobre a situação ou a atividade.
8. A atividade é em si recompensadora, não exigindo esforço algum.
9. Quando se encontram em estado de fluxo, as pessoas praticamente "se tornam parte da atividade" que estão praticando e a consciência é focada totalmente na atividade em si.